# Martinčići
Martinčići (en italien : Martincici) est une localité de Croatie située en Istrie, dans la municipalité de Grožnjan, dans le comitat d'Istrie. En 2001, la localité comptait 132 habitants.

## Démographie
| 1948 | 1953 | 1961 | 1971 | 1981 | 1991 | 2001 |
| ---- | ---- | ---- | ---- | ---- | ---- | ---- |
| 616  | 452  | 427  | 268  | 214  | 207  | 132  |